# Becky Hill
Becky Hill, artiestennaam van Rebecca Claire Hill (Bewdley (Worcestershire), 14 februari 1994) is een Britse zangeres.

## Levensloop en carrière
Hill werd bekend met haar deelname aan The Voice UK in 2012. In 2014 scoorde ze haar eerste hit Losing. Hierop volgden samenwerkingen met Oliver Heldens en MK. In 2016 scoorde ze een hit samen met de Noorse dj Matoma: False Alarm. In 2018 werkte ze samen met de Britse dj Pete Tong en The Heritage Orchesta van dirigent Jules Buckley een symfonische versie van de danceklassieker Sing It Back van Moloko. Samen met dj-trio Meduza bracht ze het nummer Lose Control uit in 2019.

## Discografie
| Single met hitnotering(en) in de Vlaamse Ultratop 50 | Datum van verschijnen | Datum van binnenkomst | Hoogste positie | Aantal weken | Opmerkingen                       |
| ---------------------------------------------------- | --------------------- | --------------------- | --------------- | ------------ | --------------------------------- |
| Losing                                               | 2014                  | 15-11-2014            | tip14           |              |                                   |
| Piece of Me                                          | 2016                  | 30-04-2016            | tip32           |              | met MK                            |
| False Alarm                                          | 2016                  | 10-09-2016            | 48              | 1            | met Matoma                        |
| Lose Control                                         | 2019                  | 02-11-2019            | 6               | 33           | met Meduza                        |
| Remember                                             | 2021                  | 18-09-2021            | 16              | 22           | met David Guetta                  |
| Run                                                  | 2022                  | 25-03-2022            | 46              | 1*           | met Galantis                      |
| Crazy What Love Can Do                               | 2022                  | 23-07-2022            | 12              | 1            | met Ella Henderson & David Guetta |

- International Standard Name Identifier: 0000 0004 6748 0483
- Library of Congress Control Number: no2017059478
- MusicBrainz: 27bc6f5b-4585-49ab-8d7d-c62b59f5f010
- Virtual International Authority File: 7931149489119893810004
- WorldCat: E39PBJpJb4hVghCPxGdVFCPYT3